# Аруна східна
Ару́на східна (Myiornis auricularis) — вид горобцеподібних птахів родини тиранових (Tyrannidae). Мешкає в Південій Америці.

## Підвиди
Виділяють два підвиди:
- M. a. cinereicollis (Wied-Neuwied, 1831) — східна Бразилія (від південно-східної Баїї до Еспіріту-Санту);
- M. a. auricularis (Vieillot, 1818) — південно-східна Бразилія (від Ріо-де-Жанейро до Ріу-Гранді-ду-Сул), південний схід Парагваю і північний схід Аргентини (Місьйонес, Коррієнтес).

## Поширення і екологія
Східні аруни мешкають в Бразилії, Парагваї і Аргентині. Вони живуть в нижньому і середньому ярусах вологих атлантичних лісів, на узліссях і у вологих чагарникових заростях. Зустрічаються на висоті до 1250 м над рівнем моря. Живляться комахами. Гніздо має мішечкоподібну форму з бічним входом.